# Anzcyclops
Anzcyclops – rodzaj widłonogów z rodziny Cyclopidae. Nazwa naukowa tego rodzaju skorupiaków została opublikowana w 2011 roku przez zespół biologów: Tomislava Karanovica, Stefana M. Eberharda i A. Murdocha.

## Podział systematyczny
Do rodzaju należą następujące gatunki:
- Anzcyclops ballensis Karanovic, Eberhard & Murdoch, 2011
- Anzcyclops belli Karanovic, Eberhard & Murdoch, 2011
- Anzcyclops euryantennula Karanovic, Eberhard & Murdoch, 2011
- Anzcyclops indicus Totakura & Reddy, 2015
- Anzcyclops pearsoni McRae, Karanovic & Halse, 2015
- Anzcyclops silvestris Harding, 1958
- Anzcyclops trotteri McRae, Karanovic & Halse, 2015
- Anzcyclops yarriensis Karanovic, Eberhard & Murdoch, 2011